# Dolichopeza (Nesopeza) parjanya
Dolichopeza (Nesopeza) parjanya is een tweevleugelige uit de familie langpootmuggen (Tipulidae). De soort komt voor in het Oriëntaals gebied.